# Саут Вали (Њу Мексико)
Саут Вали (енгл. South Valley) насељено је место без административног статуса у америчкој савезној држави Њу Мексико.

## Демографија
По попису из 2010. године број становника је 40.976, што је 1.916 (4,9%) становника више него 2000. године.
| Група             | 2000.          | 2010.          |
| Белци             | 7.480 (19,2%)  | 6.763 (16,5%)  |
| Афроамериканци    | 447 (1,1%)     | 496 (1,2%)     |
| Азијати           | 128 (0,3%)     | 170 (0,4%)     |
| Хиспаноамериканци | 30.307 (77,6%) | 32.860 (80,2%) |
| Укупно            | 39.060         | 40.976         |